# Brain Surgeons
The Brain Surgeons — рок-группа из США, основанная в 1993 году бывшим барабанщиком Blue Öyster Cult Альбертом Бучардом.

## История
Группа была основана барабанщиком Blue Öyster Cult Альбертом Бучардом и его женой, рок-критиком Деборой Фрост в 1993 году. В первое время существования группы, Бучард и Фрост были единственными официальными участниками группы, и в 1994 году вышел их первый альбом «Eponymous». В 1995 году к группе присоединились гитарист Питер Боховески, брат дизайнера Томми Хилфигера, гитарист Билли Хилфигер, и басист Дэвид Хирчерберг. В таком составе Brain Surgeons выпустили свой второй альбом — «Trepanation», а затем в 1996 году — «Box of Hammers». В 1997 году группа выпустила альбом каверов «Malpractise», а в 1999 полноценный альбом «Piece of Work».
В 1999 году у Билли Хилфигера был диагностирован рак мозга, и он покинул группу для прохождения курса лечения. Хилфигер умер в сентябре 2000 года. Вскоре из группы ушел второй гитарист Питер Боховески. Группа продолжила существовать в качестве трио. В 2001 году группа провела трибьют-концерт Хелен Уиллс, автору большинства текстов Blue Öyster Cult. Помимо Brain Surgeons, в концерте приняли участие многие другие музыканты.
В 2004 году к группе присоединился гитарист The Dictators и бывший гитарист Manowar Росс Фридмен. Вместе с Фридменом группа записала в 2004 году альбом «Black Hearts of Soul» и в 2006 году «Denial of Death».
Альберт Бучард и Дебора Фрост развелись в 2006 году и группа прекратила своё существование.

## Состав группы
- Альберт Бучард — вокал, ударные (1993-2006).
- Дебора Фрост — ритм-гитара, вокал (1993-2006).
- Росс Фридмен — гитара (2004-2006).
- Дэвид Хирчерберг — бас-гитара (1995-2006).
- Билли Хилфигер — гитара (1995-1999).
- Питер Боховески — гитара (1995-2000).

## Дискография
- Eponymous (1994)
- Trepanation (1995)
- Box of Hammers (1996)
- Malpractise (1997)
- Piece of Work (1999)
- To Helen With Love (2001)
- Beach Party (2003)
- Black Hearts of Soul (2004)
- Denial of Death (2006)